# (777) Gutemberga
(777) Gutemberga ist ein Asteroid des Hauptgürtels, der am 24. Januar 1914 vom deutschen Astronomen Franz Kaiser in Heidelberg entdeckt wurde.
Benannt ist der Asteroid nach dem Erfinder des Buchdruckes im 15. Jahrhundert Johannes Gutenberg.